# Souraïde
Souraïde (Zuraide en basque) est une commune française située dans le département des Pyrénées-Atlantiques, en région Nouvelle-Aquitaine.
Le gentilé est Zuraidar.

## Géographie

### Localisation
La commune de Souraïde se trouve dans le département des Pyrénées-Atlantiques, en région Nouvelle-Aquitaine.
Elle se situe à 125 km par la route de Pau, préfecture du département, à 24 km de Bayonne, sous-préfecture, et à 8,3 km de Cambo-les-Bains, bureau centralisateur du canton de Baïgura et Mondarrain dont dépend la commune depuis 2015 pour les élections départementales.
La commune fait en outre partie du bassin de vie de Cambo-les-Bains.
Les communes les plus proches sont : 
Espelette (2,2 km), Larressore (4,3 km), Ainhoa (4,4 km), Halsou (5,6 km), Itxassou (5,8 km), Cambo-les-Bains (6,2 km), Jatxou (6,3 km), Saint-Pée-sur-Nivelle (6,3 km).
Sur le plan historique et culturel, Souraïde fait partie de la province du Labourd, un des sept territoires composant le Pays basque,. Le Labourd est traversé par la vallée alluviale de la Nive et rassemble les plus beaux villages du Pays basque. Depuis 1999, l'Académie de la langue basque ou Euskalzaindia divise le territoire du Labourd en six zones,. La commune est dans la zone 'Lapurdi Garaia (Haut-Labourd), au sud de ce territoire.

### Communes limitrophes
Les communes limitrophes sont  Ainhoa, Espelette, Saint-Pée-sur-Nivelle et Ustaritz.
|                       | Ustaritz |           |
| Saint-Pée-sur-Nivelle | Souraïde | Espelette |
|                       | Ainhoa   |           |

### Hydrographie

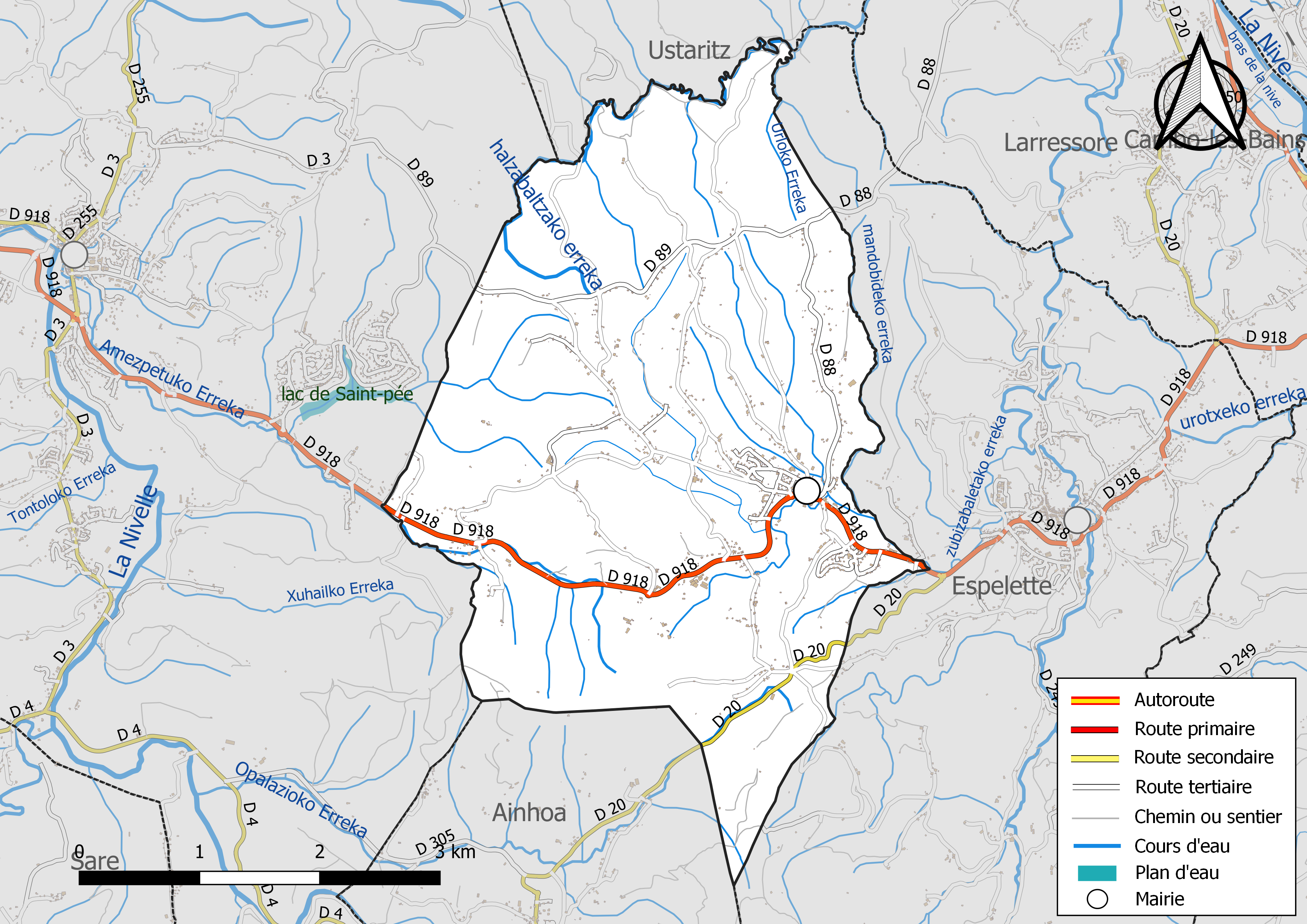
Réseaux hydrographique et routier de Souraïde.

Située dans le bassin versant de l'Adour, la commune est traversée par des affluents de la Nivelle, Amezpetuko erreka et Opalazioko erreka.
Un affluent du Latsa, le ruisseau Zubizabaleta et son tributaire, lMandopichako erreka, arrosent également la commune.
Un autre ruisseau, Urloko erreka qui se jette plus loin dans Antzara erreka, autre affluent de la Nive, traverse aussi le territoire de la commune.

### Climat
Pour des articles plus généraux, voir Climat de la Nouvelle-Aquitaine et Climat des Pyrénées-Atlantiques.
Historiquement, la commune est exposée à un micro climat océanique basque.  
En 2020, Météo-France publie une typologie des climats de la France métropolitaine dans laquelle la commune est exposée à un climat de montagne et est dans la région climatique Pyrénées atlantiques, caractérisée par une pluviométrie élevée (>1 200 mm/an) en toutes saisons, des hivers très doux (7,5 °C en plaine) et des vents faibles.
Pour la période 1971-2000, la température annuelle moyenne est de 13,9 °C, avec une amplitude thermique annuelle de 12,2 °C. Le cumul annuel moyen de précipitations est de 1 563 mm, avec 13,2 jours de précipitations en janvier et 8,8 jours en juillet. Pour la période 1991-2020, la température moyenne annuelle observée sur la station météorologique la plus proche, située sur la commune d'Espelette à 2 km à vol d'oiseau, est de 14,6 °C et le cumul annuel moyen de précipitations est de 1 723,4 mm,. Pour l'avenir, les paramètres climatiques de la commune estimés pour 2050 selon différents scénarios d’émission de gaz à effet de serre sont consultables sur un site dédié publié par Météo-France en novembre 2022.

### Milieux naturels et biodiversité

#### Réseau Natura 2000
Le réseau Natura 2000 est un réseau écologique européen de sites naturels d'intérêt écologique élaboré à partir des Directives « Habitats » et « Oiseaux », constitué de zones spéciales de conservation (ZSC) et de zones de protection spéciale (ZPS).
Trois sites Natura 2000 ont été définis sur la commune au titre de la « directive Habitats », : 
- « la Nivelle (estuaire, barthes et cours d'eau) », d'une superficie de 1 450 ha, un réseau hydrographique complet des sources de montagne à son estuaire[24] ;
- le « massif du Mondarrain et de l'Artzamendi », d'une superficie de 5 792 ha, présentant une densité de milieux à caractère tourbeux et la présence d’espèces spécifiques au territoire, liées aux conditions de confinement et d’humidité importants des vallons du massif[25] ;
- « la Nive », d'une superficie de 9 473 ha, un des rares bassins versants à accueillir l'ensemble des espèces de poissons migrateurs du territoire français, excepté l'Esturgeon européen[26].

#### Zones naturelles d'intérêt écologique, faunistique et floristique
L’inventaire des zones naturelles d'intérêt écologique, faunistique et floristique (ZNIEFF) a pour objectif de réaliser une couverture des zones les plus intéressantes sur le plan écologique, essentiellement dans la perspective d’améliorer la connaissance du patrimoine naturel national et de fournir aux différents décideurs un outil d’aide à la prise en compte de l’environnement dans l’aménagement du territoire.
Deux ZNIEFF de type 2 sont recensées sur la commune, : 
- les « bois et landes d'Ustaritz et de Saint-Pée » (2 153,79 ha), couvrant 7 communes du département[28] ;
- le « réseau hydrographique et basse vallée de la Nivelle » (763,72 ha), couvrant 9 communes du département[29].

## Urbanisme

### Typologie
Au 1er janvier 2024, Souraïde est catégorisée commune rurale à habitat dispersé, selon la nouvelle grille communale de densité à sept niveaux définie par l'Insee en 2022.
Elle est située hors unité urbaine. Par ailleurs la commune fait partie de l'aire d'attraction de Bayonne (partie française), dont elle est une commune de la couronne,. Cette aire, qui regroupe 56 communes, est catégorisée dans les aires de 200 000 à moins de 700 000 habitants,.

### Occupation des sols

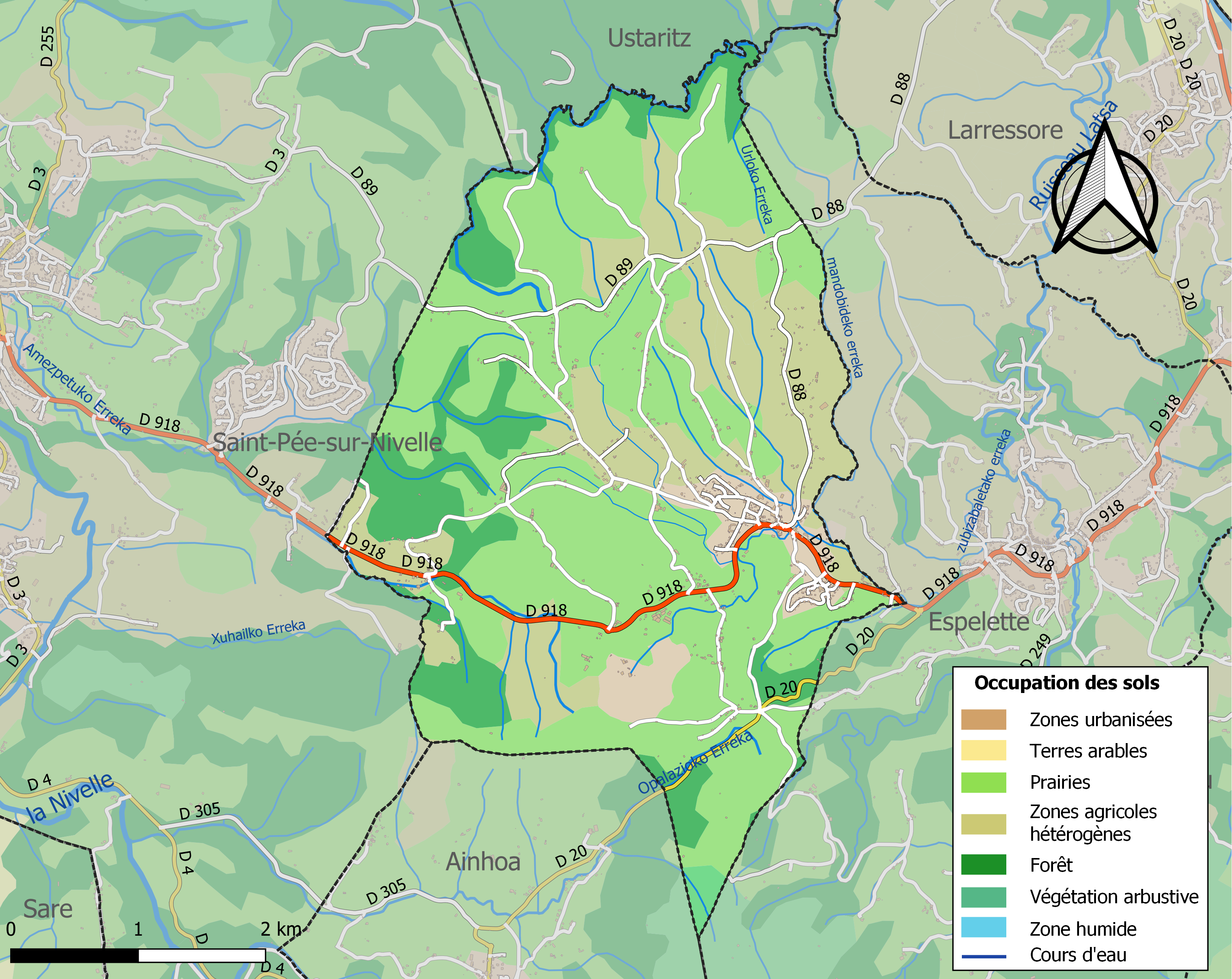
Carte des infrastructures et de l'occupation des sols de la commune en 2018 (CLC).

L'occupation des sols de la commune, telle qu'elle ressort de la base de données européenne d’occupation biophysique des sols Corine Land Cover (CLC), est marquée par l'importance des territoires agricoles (80,2 % en 2018), en diminution par rapport à 1990 (83,7 %). La répartition détaillée en 2018 est la suivante : 
prairies (56,6 %), zones agricoles hétérogènes (23,6 %), forêts (13,7 %), zones urbanisées (3,8 %), mines, décharges et chantiers (1,8 %), milieux à végétation arbustive et/ou herbacée (0,6 %). L'évolution de l’occupation des sols de la commune et de ses infrastructures peut être observée sur les différentes représentations cartographiques du territoire : la carte de Cassini (XVIIIe siècle), la carte d'état-major (1820-1866) et les cartes ou photos aériennes de l'IGN pour la période actuelle (1950 à aujourd'hui).

### Lieux-dits et hameaux
Sur le cadastre napoléonien de 1839, la commune est divisée en trois sections :
- Elizatik Otxantzara ;
- Zabaltza ;
- Plazatik Amezpetura.

Aujourd'hui, le village est partagé en trois quartiers :
- Amezpetu ;
- Gorosto ;
- Ordotz.

### Voies de communication et transports
Souraïde est desservie par la route départementale D 918, entre Saint-Pée-sur-Nivelle et Espelette.

### Risques majeurs
Le territoire de la commune de Souraïde est vulnérable à différents aléas naturels : météorologiques (tempête, orage, neige, grand froid, canicule ou sécheresse), inondations, feux de forêts et séisme (sismicité moyenne). Un site publié par le BRGM permet d'évaluer simplement et rapidement les risques d'un bien localisé soit par son adresse soit par le numéro de sa parcelle.
Certaines parties du territoire communal sont susceptibles d’être affectées par le risque d’inondation par une crue torrentielle ou à montée rapide de cours d'eau, notamment l'Halzabaltzako erreka. La commune a été reconnue en état de catastrophe naturelle au titre des dommages causés par les inondations et coulées de boue survenues en 1982, 1983, 1995, 2007 et 2009,.
Souraïde est exposée au risque de feu de forêt. En 2020, le premier plan de protection des forêts contre les incendies (PDPFCI) a été adopté pour la période 2020-2030. La réglementation des usages du feu à l’air libre et les obligations légales de débroussaillement dans le département des Pyrénées-Atlantiques font l'objet d'une consultation de public ouverte du 16 septembre au 7 octobre 2022,.

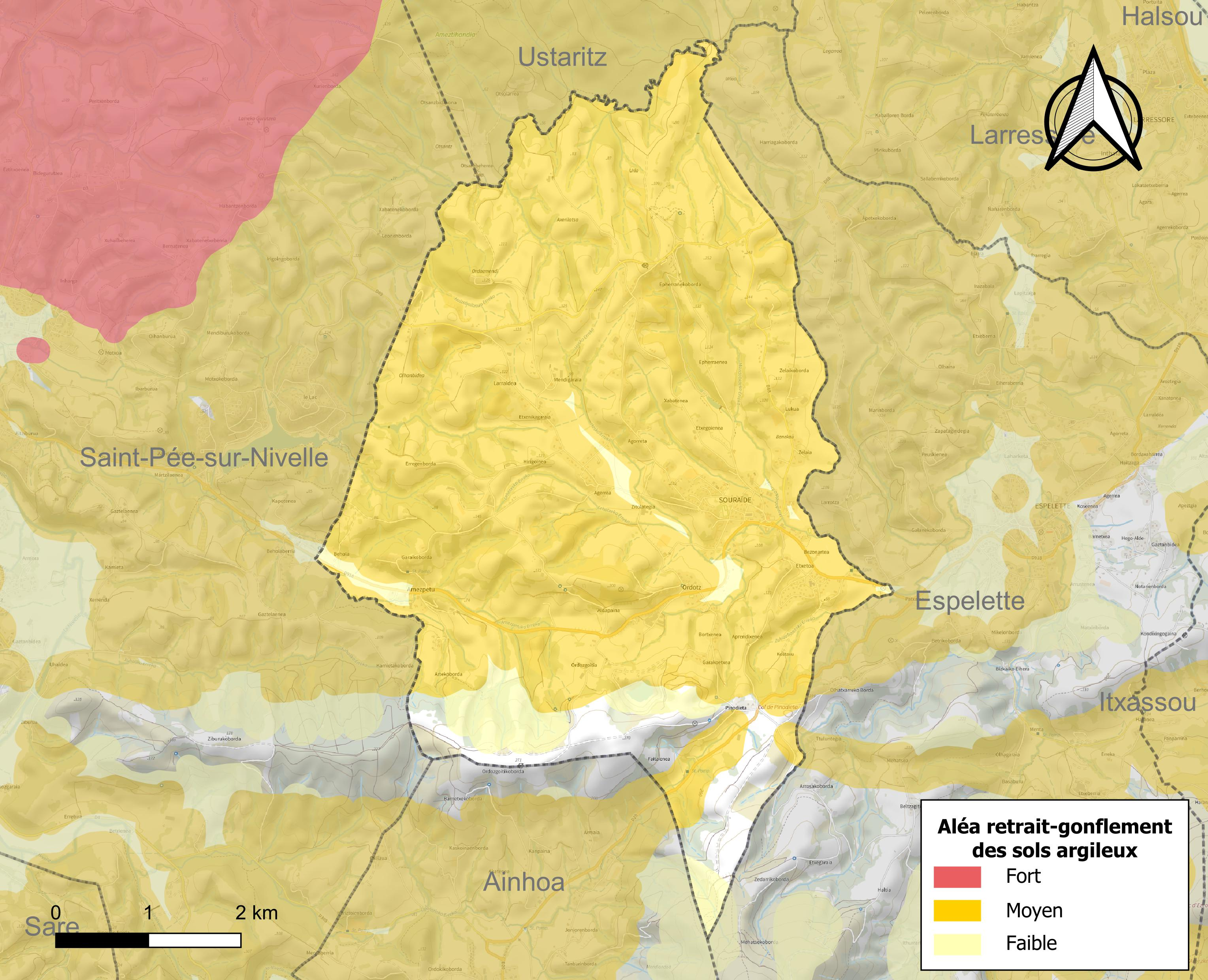
Carte des zones d'aléa retrait-gonflement des sols argileux de Souraïde.

Le retrait-gonflement des sols argileux est susceptible d'engendrer des dommages importants aux bâtiments en cas d’alternance de périodes de sécheresse et de pluie. 87,2 % de la superficie communale est en aléa moyen ou fort (59 % au niveau départemental et 48,5 % au niveau national). Depuis le 1er octobre 2020, en application de la loi ELAN, différentes contraintes s'imposent aux vendeurs, maîtres d'ouvrages ou constructeurs de biens situés dans une zone classée en aléa moyen ou fort,.

## Toponymie

### Attestations anciennes
Le toponyme Souraïde apparaît sous les formes 
Surayda et Surraide (1249),
Sanctus-Jacobus de Souraïde (1693, collations du diocèse de Bayonne) et 
Mendialde en 1793.

### Graphie basque
Son nom basque actuel est Zuraide.

### Microtoponymes
Le toponyme Amezpetu apparaît sous la forme Amespetzu (1863, dictionnaire topographique Béarn-Pays basque). 

Le toponyme Ordotz apparaît sous la forme Ordotx (1863, dictionnaire topographique Béarn-Pays basque).

Le toponyme Gorosto est mentionné en 1757 dans les collations du diocèse de Bayonne).

## Histoire
La loi du 4 mars 1790, qui détermina un nouveau paysage administratif de la France en créant des départements et des districts, décida de la naissance du département des Basses-Pyrénées en réunissant le Béarn, les terres gasconnes de Bayonne et de Bidache, et les trois provinces basques françaises. Pour ces dernières, trois districts furent créés : Mauléon, Saint-Palais et Ustaritz, qui remplaça le bailliage du Labourd. Le siège d'Ustaritz fut transféré presque immédiatement à Bayonne. Son Directoire incita un grand nombre de municipalités à adopter de nouveaux noms conformes à l'esprit de la Révolution. Ainsi Souraïde s'appela Mendialde, Ustaritz devint Marat-sur-Nive, Itxassou Union, Arbonne Constante, Saint-Étienne-de-Baïgorry Thermopyles, Saint-Palais Mont-Bidouze, Louhossoa Montagne-sur-Nive, Saint-Jean-Pied-de-Port Nive-Franche, Saint-Jean-de-Luz Chauvin-Dragon, du nom d'un jeune soldat mort au combat et Ainhoa Mendiarte.
En 1794, au plus fort de la Terreur, et à la suite de la désertion de quarante sept jeunes gens d'Itxassou, le Comité de salut public (arrêté du 13 ventôse an II ou 3 mars 1794) fit arrêter et déporter une partie des habitants (hommes, femmes et enfants) d'Ainhoa, Ascain, Espelette, Itxassou, Sare et Souraïde, décrétées, comme les autres communes proches de la frontière espagnole, « communes infâmes ». Cette mesure fut étendue à Biriatou, Cambo, Larressore, Louhossoa, Mendionde et Macaye.
Les habitants furent « réunis dans diverses maisons nationales, soit dans le district d'Ustaritz, soit dans celles de la Grande Redoute, comme de Jean-Jacques Rousseau ». En réalité, ils furent regroupés dans les églises, puis déportés dans des conditions très précaires à Bayonne, Capbreton, Saint-Vincent-de-Tyrosse et à Ondres. Les départements où furent internés les habitants des communes citées furent le Lot, le Lot-et-Garonne, le Gers, les Landes, les Basses-Pyrénées (partie béarnaise) et les Hautes-Pyrénées.
Le retour des exilés et le recouvrement de leurs biens furent décidés par une série d'arrêtés pris le 29 septembre et le 1er octobre 1794, poussés dans ce sens par le directoire d'Ustaritz : « Les ci-devant communes de Sare, Itxassou, Ascain, Biriatou et Serres, dont les habitants internés il y a huit mois par mesure de sûreté générale, n'ont pas été cultivées. Les habitants qui viennent d'obtenir la liberté de se retirer dans leurs foyers, demandent à grands cris des subsistances sans qu'on puisse leur procurer les moyens de satisfaire à ce premier besoin de l'homme, la faim. ». La récupération des biens ne se fit pas sans difficulté, ceux-ci avaient été mis sous séquestre mais n'avaient pas été enregistrés et avaient été livrés au pillage : « Les biens, meubles et immeubles des habitants de Sare, n'ont été ni constatés ni légalement décrits ; tous nos meubles et effets mobiliers ont été enlevés et portés confusément dans les communes voisines. Au lieu de les déposer dans des lieux sûrs, on en a vendu une partie aux enchères, et une autre partie sans enchères. »

## Héraldique
| Blason | Blasonnement : D'or au lion de gueules cantonné en chef de deux coquilles au naturel. |

## Politique et administration

### Liste des maires
| Période                                  | Période  | Identité           | Étiquette    | Qualité            |
| ---------------------------------------- | -------- | ------------------ | ------------ | ------------------ |
| 1995                                     | 2011     | Louis Genin        | UDF puis DVD | conseiller général |
| 2011                                     | 2014     | Anne-Marie Ithurry |              |                    |
| 2014                                     | En cours | Thierry Sansberro  | DIV          |                    |
| Les données manquantes sont à compléter. |          |                    |              |                    |

### Intercommunalité
SouraIde fait partie de sept structures intercommunales :
- la communauté d'agglomération du Pays Basque ;
- le SIVU Artzamendi ;
- le SIVU Errebi ;
- le SIVU pour la mise en œuvre du programme Natura 2000 sur le site du massif Mondarrain et de l'Arzamendi ;
- le syndicat d'énergie des Pyrénées-Atlantiques ;
- le syndicat intercommunal pour le soutien à la culture basque ;
- le syndicat mixte d'assainissement collectif et non collectif URA (à la carte).

Souraïde accueille le siège du SIVU Errebi.
La commune fait également partie de l'Eurocité basque Bayonne - San Sebastian.

## Population et société

### Démographie
L'évolution du nombre d'habitants est connue à travers les recensements de la population effectués dans la commune depuis 1793. Pour les communes de moins de 10 000 habitants, une enquête de recensement portant sur toute la population est réalisée tous les cinq ans, les populations de référence des années intermédiaires étant quant à elles estimées par interpolation ou extrapolation. Pour la commune, le premier recensement exhaustif entrant dans le cadre du nouveau dispositif a été réalisé en 2007.

En 2022, la commune comptait 1 489 habitants, en évolution de +6,66 % par rapport à 2016 (Pyrénées-Atlantiques : +3,78 %, France hors Mayotte : +2,11 %).
| 1793 | 1800 | 1806 | 1821 | 1831 | 1836 | 1841 | 1846 | 1851 |
| ---- | ---- | ---- | ---- | ---- | ---- | ---- | ---- | ---- |
| 552  | 465  | 564  | 554  | 556  | 524  | 568  | 656  | 634  |

| 1856 | 1861 | 1866 | 1872 | 1876 | 1881 | 1886 | 1891 | 1896 |
| ---- | ---- | ---- | ---- | ---- | ---- | ---- | ---- | ---- |
| 635  | 611  | 569  | 580  | 600  | 610  | 568  | 496  | 494  |

| 1901 | 1906 | 1911 | 1921 | 1926 | 1931 | 1936 | 1946 | 1954 |
| ---- | ---- | ---- | ---- | ---- | ---- | ---- | ---- | ---- |
| 479  | 502  | 535  | 526  | 503  | 460  | 455  | 497  | 473  |

| 1962 | 1968 | 1975 | 1982 | 1990 | 1999  | 2006  | 2007  | 2012  |
| ---- | ---- | ---- | ---- | ---- | ----- | ----- | ----- | ----- |
| 482  | 548  | 620  | 777  | 937  | 1 082 | 1 165 | 1 177 | 1 293 |

| 2017  | 2022  | - | - | - | - | - | - | - |
| ----- | ----- | - | - | - | - | - | - | - |
| 1 400 | 1 489 | - | - | - | - | - | - | - |

La commune fait partie de l'aire d'attraction de Bayonne.

### Enseignement
La commune dispose d'une école publique et d'une école privée, l'école privée du Sacré-Cœur.

## Économie

### Entreprises et commerces
La commune fait partie de la zone AOC de production du piment d'Espelette et de celle de l'ossau-iraty. L'activité est principalement agricole.

Une carrière d'ophite est en activité au sud de la départementale D 918.
La commune accueille la société d'exploitation Pascal Massonde (production de viandes de boucherie) qui fait partie des cinquante premières entreprises agroalimentaires du département.

## Culture locale et patrimoine

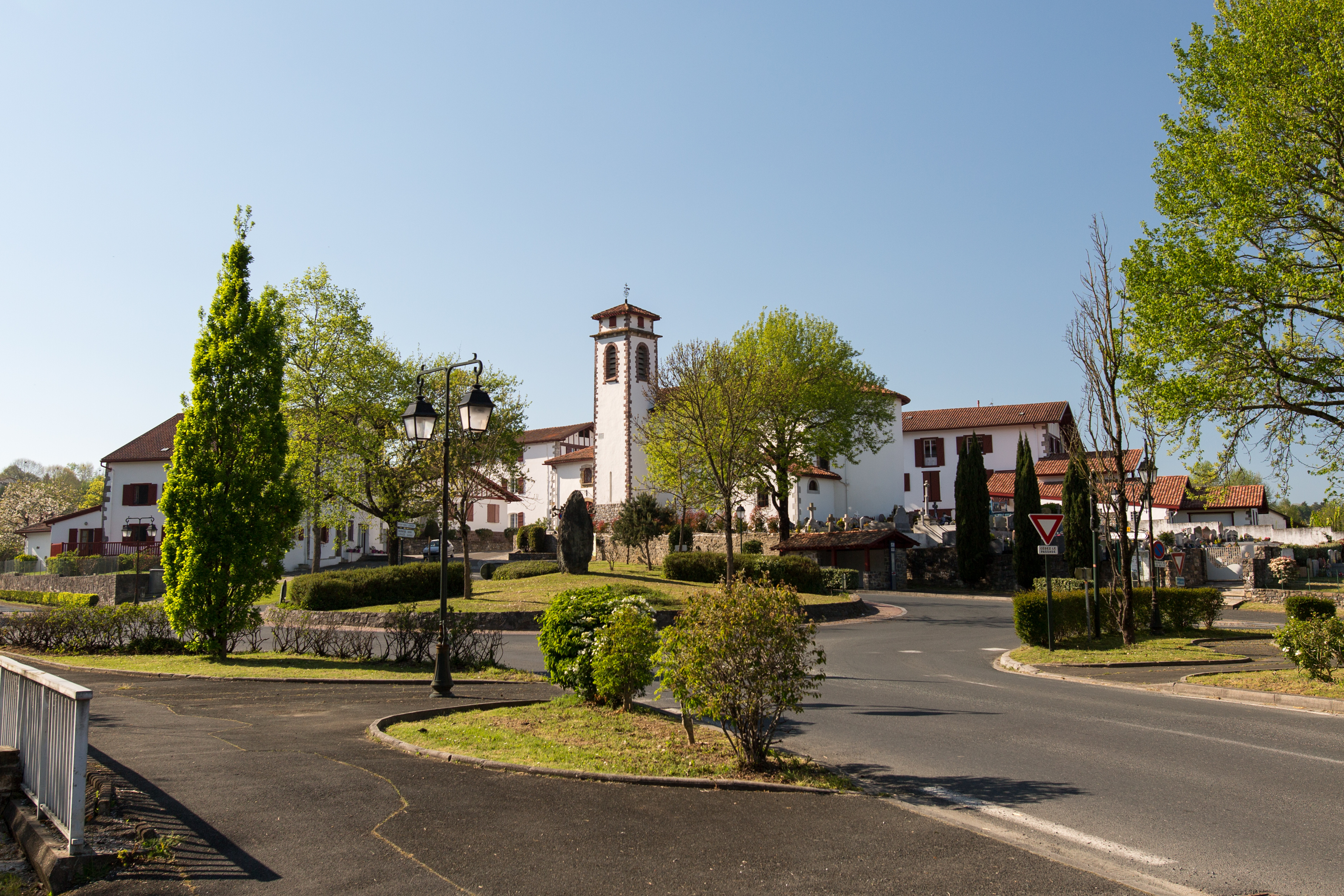
Entrée du village.

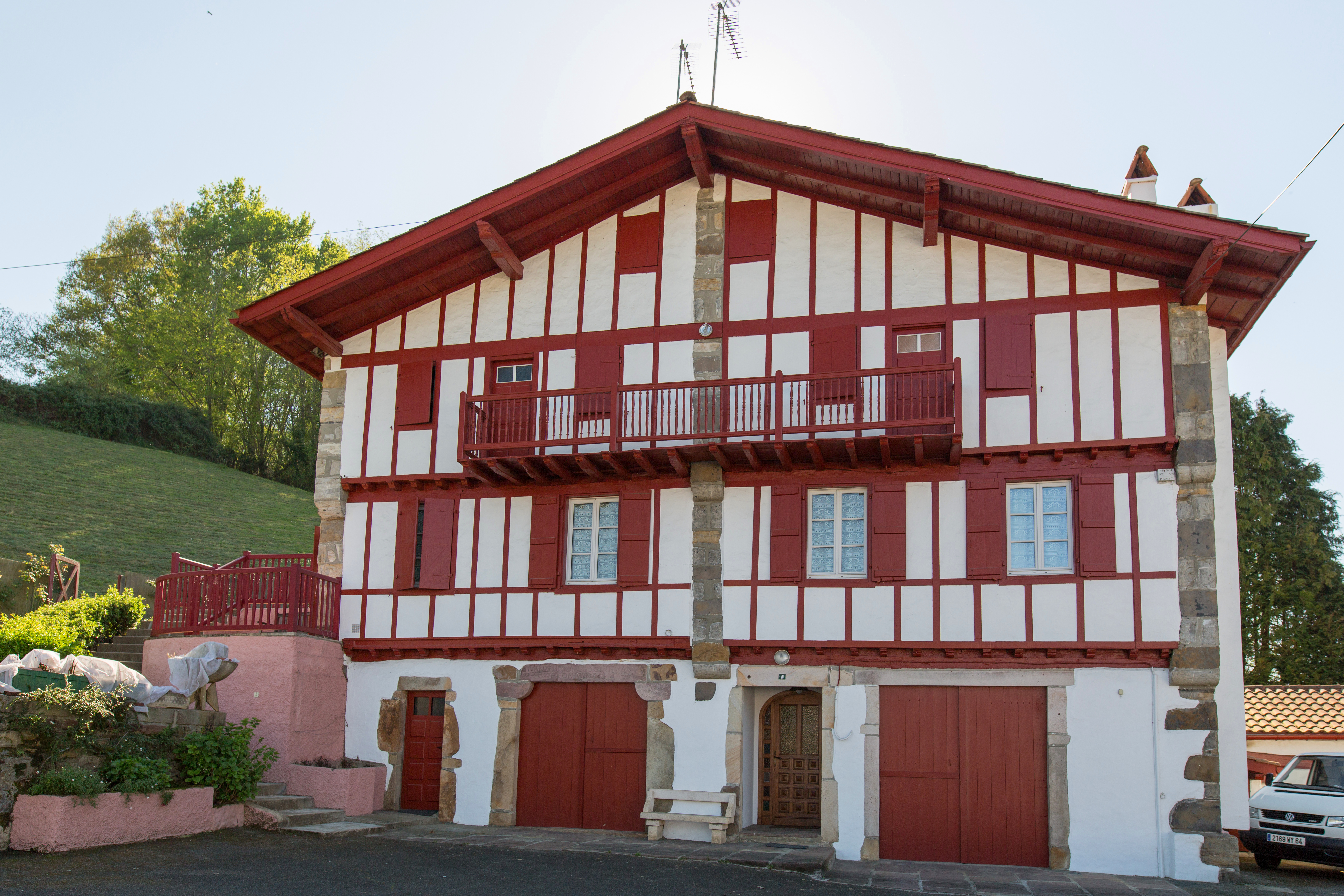
Maison lapourdine.

### Langues
D'après la Carte des Sept Provinces Basques éditée en 1863 par le prince Louis-Lucien Bonaparte, le dialecte basque parlé à Souraïde est le bas-navarrais occidental.

### Patrimoine civil
La mairie de Souraïde est installée dans une maison datant du XVIe siècle, ancien prieuré, puis presbytère jusqu'en 1905 avant d'accueillir la mairie.

### Patrimoine religieux
L'origine de l'église Saint-Jacques-le-Majeur remonte au XIIe siècle.

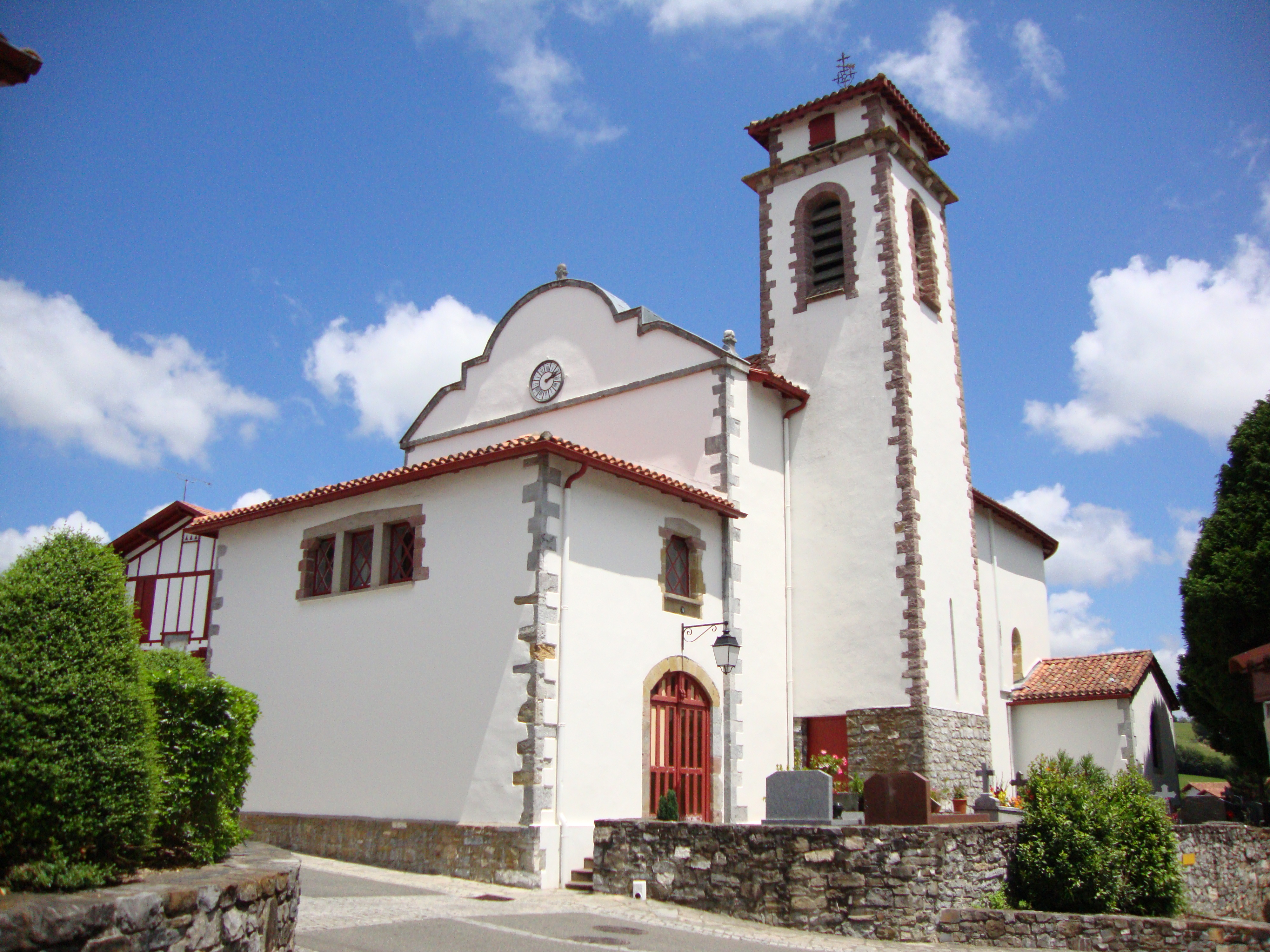
L'église Saint-Jacques-le-Majeur.
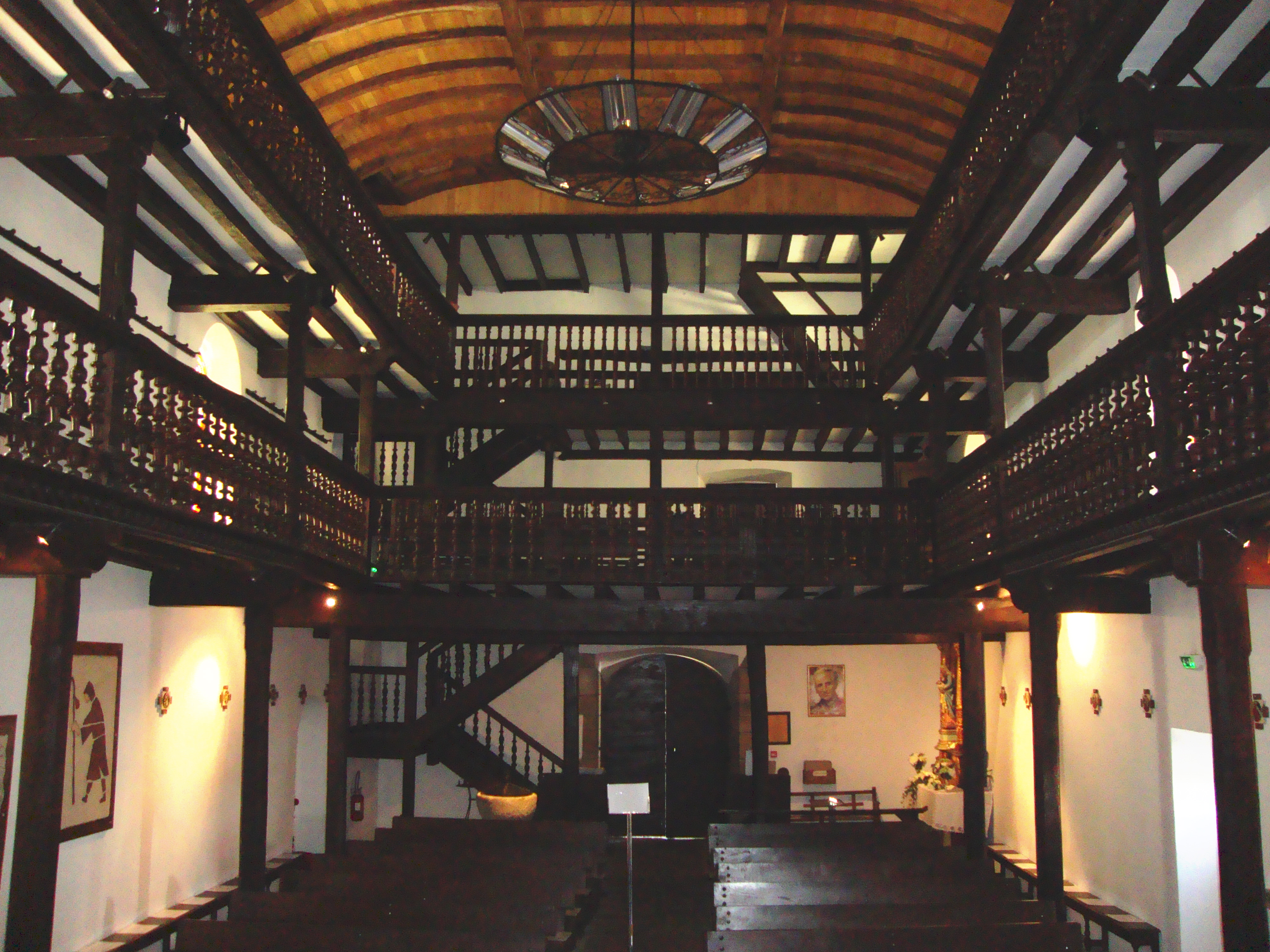
Intérieur de l'église avec ses galeries.
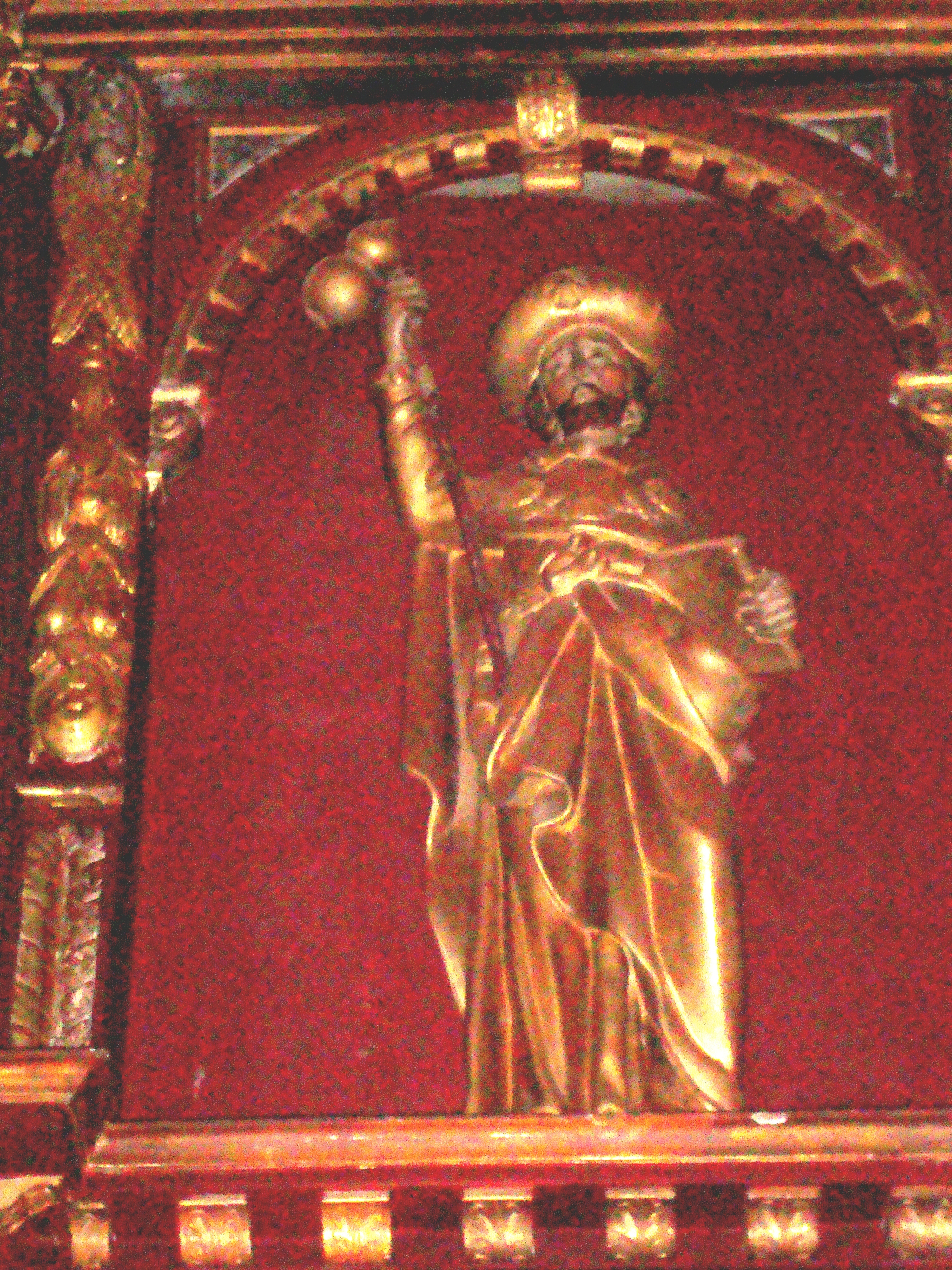
Saint Jacques, une des statues du retable.
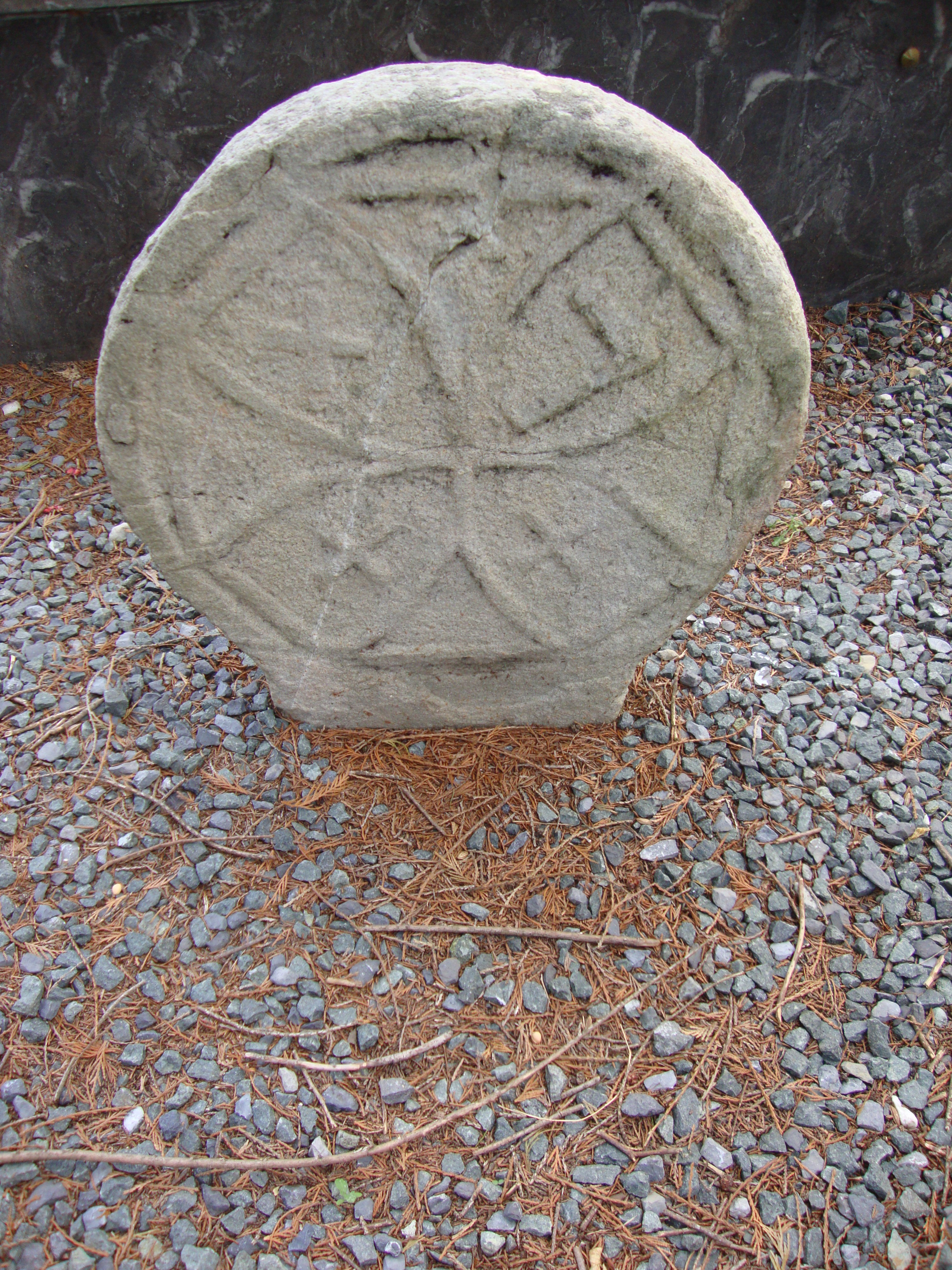
Stèle basque au cimetière.

La commune se trouve sur la voie du Baztan, voie du pèlerinage de Saint-Jacques-de-Compostelle qui traverse les Pyrénées le plus à l'ouest et par le col le plus bas (col de Belate, 847 m).